# Milarite
La milarite (simbolo IMA: Mil) è un minerale piuttosto raro della classe dei minerali dei "silicati e germanati" appartenente al gruppo della milarite con la formula chimica idealizzata KCa2Be2Al[Si12O30] • H2O ed è quindi un silicato di potassio-calcio-berillio-alluminio contenente acqua. Strutturalmente, la milarite appartiene ai ciclosilicati.

## Etimologia e storia
Il nome del minerale milarite, che è stata scoperta nel 1870, deriva dalla località di Val Milà nel comune di Tujetsch (Canton Grigioni, Svizzera); originariamente si pensava fosse il primo luogo di ritrovamento. Tuttavia, si è scoperto che il campione esaminato in quel periodo proveniva dalla Val Giuv, che confina immediatamente a ovest. Tuttavia, si può presumere che la milarite si presenti molto più frequentemente di quanto si pensasse in precedenza, in quanto può essere facilmente confusa con l'apatite o anche con il cristallo di rocca a causa del suo aspetto, proprietà fisiche e paragenesi tipica ed è quindi probabilmente spesso trascurata.

## Classificazione
Nell'obsoleta, ma in parte ancora in uso, 8ª edizione della sistematica minerale secondo Strunz, la milarite apparteneva alla classe generale dei "ciclosilicati", dove formava il "gruppo della milarite-osumilite" (sistema nº VIII/E.22) insieme agli altri minerali almarudite, armenite, berezanskite, brannockite, chayesite, darapiosite, dusmatovite, eifelite, emeleusite, faizievite, merrihueite, oftedalite, osumilite, osumilite-(Mg), poudretteite, roedderite, shibkovite, sogdianite, sugilite, trattnerite, yagiite e yakovenchukite-(Y).
La 9ª edizione della sistematica minerale di Strunz, in vigore dal 2001 e utilizzata dall'Associazione Mineralogica Internazionale (IMA), classifica la milarite nella categoria "9.C Ciclosilicati"; questa è ulteriormente suddivisa in base alla struttura degli anelli, in modo che il minerale possa essere trovato nella suddivisione "9.CM [Si6O18]12- anelli doppi con 6 membri (sei doppi anelli)" in base alla sua struttura, dove forma il sistema nº 9.CM.05 con gli altri membri almarudite, armenite, berezanskite, brannockite, chayesite, darapiosite, dusmatovite, eifelite, friedrichbeckeite, klöchite, merrihueite, oftedalite, osumilite, osumilite-(Mg), poudretteite, roedderite, shibkovite, sogdianite, sugilite, trattnerite e yagiite.
Anche la classificazione dei minerali secondo Dana, che viene utilizzata principalmente nel mondo anglosassone, classifica la milarite nella classe dei "silicati e germanati" e da lì nella già più finemente suddivisa sottoclasse dei "ciclosilicati: anelli condensati". Qui è nel "gruppo della milarite-osumilita" con il sistema nº 63.02.01a all'interno della sottosezione "Ciclosilicati: anelli condensati a 6 membri".

## Abito cristallino
La milarite cristallizza nel sistema esagonale nel gruppo spaziale P6/mcc (gruppo nº 192) con i parametri del reticolo a = 10,41 Å e c = 13,79 Å così come 2 unità di formula per cella unitaria.

## Origine e giacitura
La milarite è un minerale che si forma a bassa pressione, temperature comprese tra circa 250 e 200 °C e alla presenza di fluidi alcalini. Il minerale si trova quindi nelle rocce tardo-magmatiche come pegmatiti e miarole, nelle plutoniti, nei depositi di minerali idrotermali e come minerale di frattura alpina. La milarite è anche conosciuta come prodotto di alterazione di altri minerali di berillio.
I siti classici della milarite si trovano nelle Alpi della Svizzera centrale, ad esempio nell'area della valle del Reno anteriore (Val Giuv, Val Strem, Val Val), sul Tysfjord in Norvegia e in Namibia (miniera di Rössing)).

## Utilizzi
Dalla presenza della miniera di Rössing in Namibia, la milarite è nota per la qualità delle pietre preziose.

## Forma in cui si presenta in natura
La milarite di solito sviluppa cristalli aghiformi o prismatici lunghi, ma si presenta anche sotto forma di aggregati minerali granulari. Nella sua forma pura, la milarite è incolore e trasparente. Tuttavia, a causa della rifrazione multipla della luce dovuta a difetti di costruzione del reticolo o alla formazione policristallina, può anche apparire bianca e, a causa di miscele estranee, assumere un colore grigio, giallo chiaro o verde chiaro, per cui la trasparenza diminuisce di conseguenza.